# Torre d'avvistamento

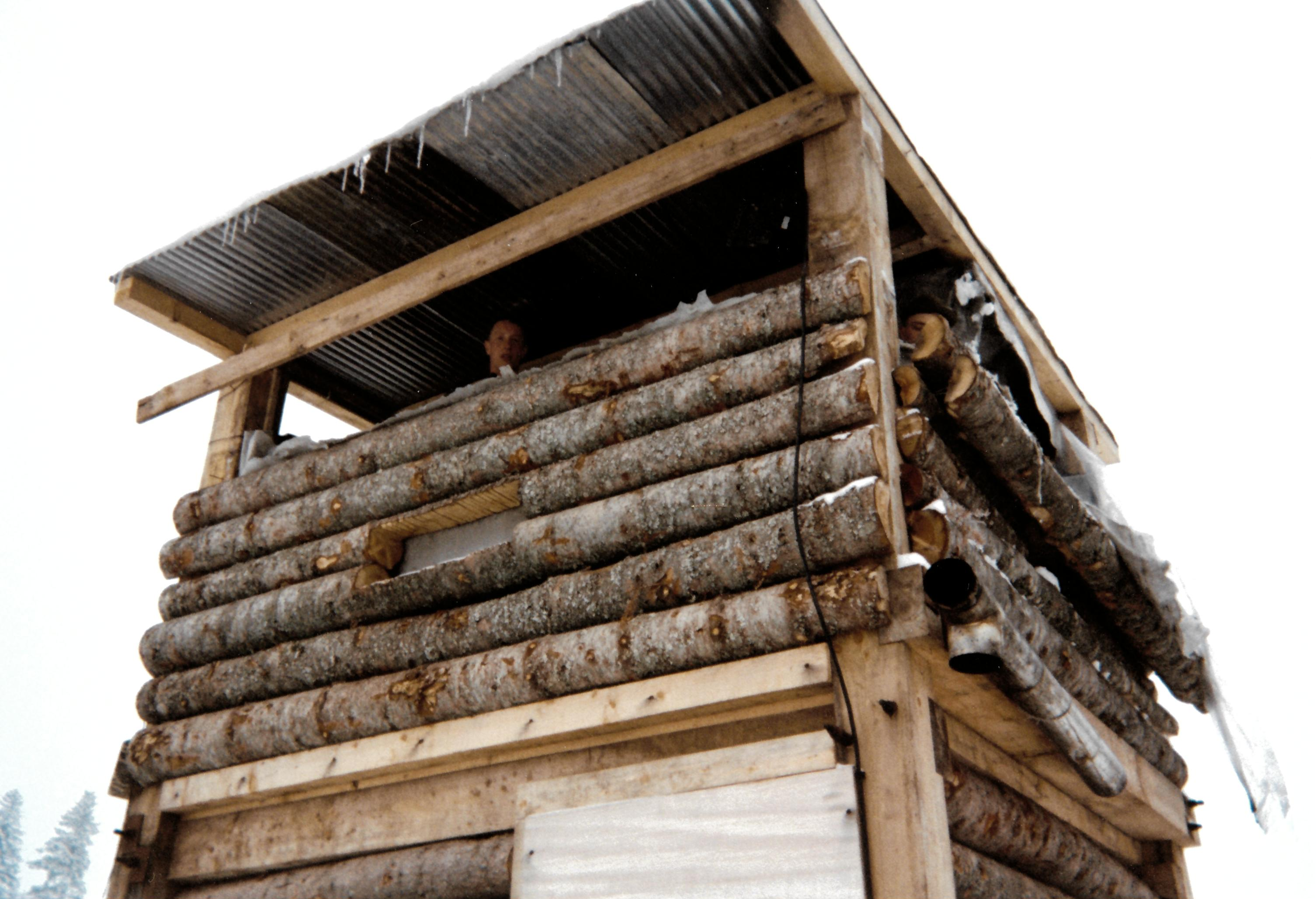
Esempio di torre d'avvicinamento dell'IFOR, a Sarajevo, 1995

Una torre d'avvistamento o anche conosciuta come torre d'osservazione o torre di vedetta è una torre fortificata che si ritrova un po' su tutta la Terra. Si diversifica dalle torri, per la sua funzione primaria di tipo militare, e dalla torretta. Il suo principale scopo è di offrire un posto alto e sicuro dove una sentinella o una guardia può tenere sotto osservazione tale area. In alcuni casi, esistono anche torri d'osservazione di tipo non militare, ma di tipo religioso, con le pagode. Un esempio di uso moderno, non militare, si ha nei parchi naturali americani, dove i ranger hanno la possibilità di sorvegliare i parchi naturali. Altro esempio di uso di una torre d'avvistamento si ha nelle prigioni e nelle carceri.

## Storia

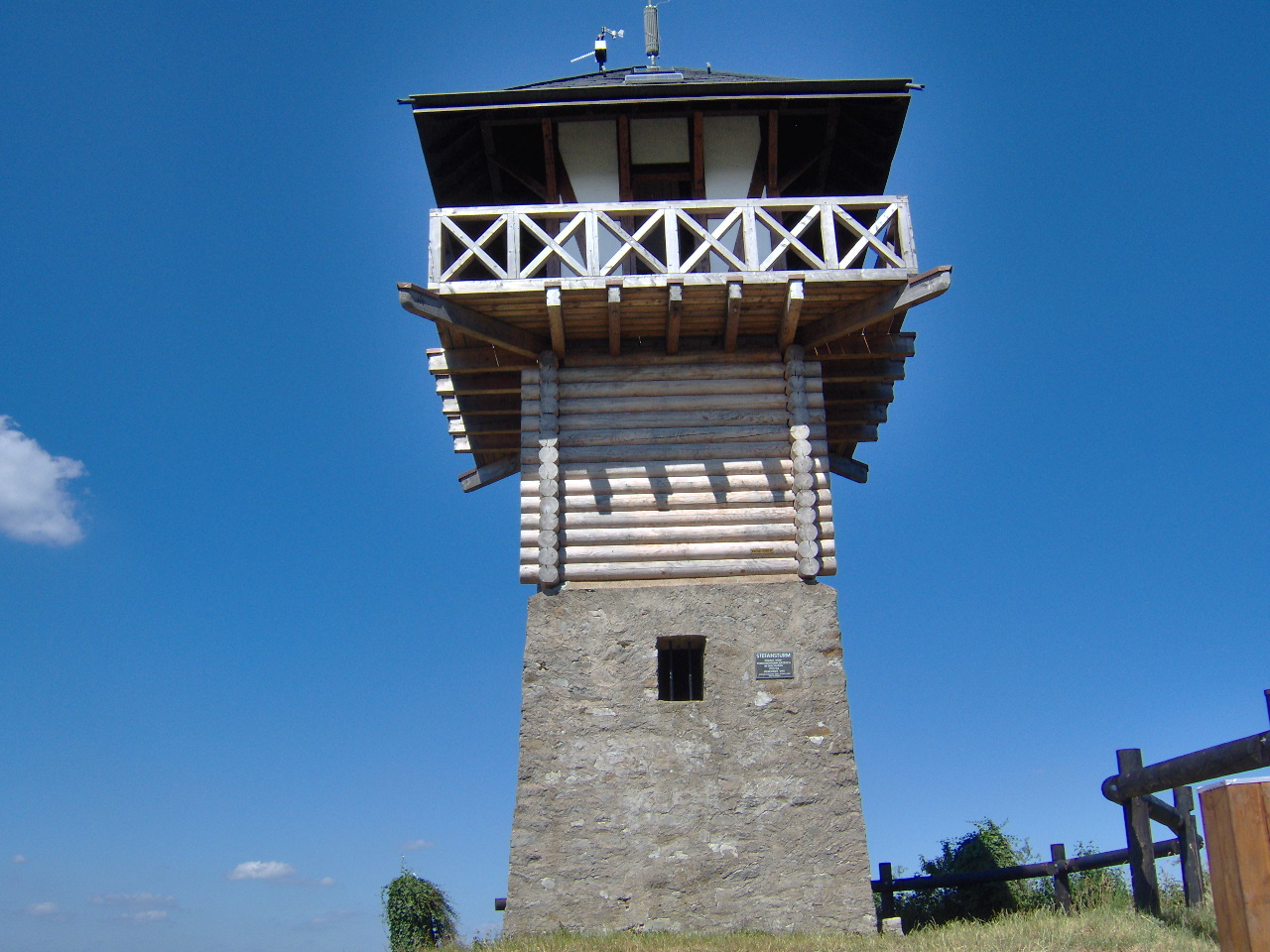
Ricostruzione di una torre romana

L'impero romano costruì numerose torri, facenti parte di un grande sistema di comunicazione, come ad esempio le torri lungo il Vallo di Adriano in Britannia. In questo caso ogni torre era in linea con la torre successiva, con cui comunicava attraverso un sistema "telegrafico" o "semaforico" (nel senso che dalle torri venivano fatti segnali con fuochi, fumo, specchi ed anche segnali sonori).
Durante il Medioevo alcuni castelli e strutture simili erano dotate di torri d'avvistamento, e soprattutto in Francia erano anche dotate di difesa con frecce. Da una posizione come questa un signore feudale poteva dominare e controllare i suoi domini.
In Scozia esiste la torre di Peel; altro non è che una combinazione tra una torre d'avvistamento e una casatorre, ove risiedeva una famiglia locale.
Nei paesi mediterranei, in particolare in Italia, esistevano numerose torri d'avvistamento soprattutto per le continue minacce dei Saraceni. Successivamente, dal XVI secolo in poi, alcune vennero restaurate per contrastare gli attacchi degli stati barbareschi. Un esempio tra tutti è la torre che i Cavalieri Ospitalieri hanno eretto a Malta.
Le torri Martello che i britannici costruirono nel Regno Unito erano fortificazioni difensive armate con cannoni. Una delle ultime torri Martello costruite, fu eretta al forte Denison al porto di Sydney. Questo tipo di torre d'avvistamento, altro non sono che i predecessori delle torri FlaK, torri erette durante la seconda guerra mondiale con funzione antiaerea.
Sempre durante la guerra, tristemente famose sono divenute le torri all'interno dei campi di concentramento.
Le torri d'avvistamento stanno perdendo la loro funzione primaria, in quanto i satelliti spia e i droni sono in grado di svolgere gli stessi compiti in modo molto più accurato ma possono mantenere una funzione secondaria a volte motivo principale della loro costruzione, cioè come torri panoramiche o di osservazione, come la 
torre d'avvistamento Diana a Karlovy Vary nella Repubblica Ceca che non ha mai svolto funzioni militari.